# (19308) 1996 TO66
(19308) 1996 TO66 es un objeto transneptuniano cubewano. Fue descubierto en 1996 por Chadwick A. Trujillo, David C. Jewitt y Jane Luu
Es candidato a planeta enano.[cita requerida]
Parece ser un fragmento de colisiones del planeta enano Haumea.

## Designación y nombre
Designado provisionalmente como 1996 TO66.

## Características orbitales
(19308) 1996 TO66 está situado a una distancia media del Sol de 43,572 ua, pudiendo alejarse hasta 48,548 ua y acercarse hasta 38,596 ua. Su excentricidad es 0,114 y la inclinación orbital 27,337 grados. Emplea 287,62 años en completar una órbita alrededor del Sol.

## Características físicas
La magnitud absoluta de (19308) 1996 TO66 es 4,84. 